# Adicella lampito
Adicella lampito is een schietmot uit de familie Leptoceridae. De soort komt voor in het Oriëntaals gebied.